# Norma odniesienia
Norma odniesienia – norma, które stwierdza, że w warunkach faktycznie przewidzianych w danej normie powinno nastąpić określone zachowanie. Zachowania te dzieli się na:
- zwykłe
- kompetencyjne.

Ma spore znaczenie przy formułowaniu zwrotu stosunkowego, lecz w przypadku zachowań kompetencyjnych, oprócz norm kompetencyjnych, zachowania te muszą spełniać też normy dopełnienia.